# Anamorphot
Ein Anamorphot ist ein Objektiv, das eine anamorphe Abbildung erzeugt, und wird gelegentlich auch als  „Anamorphoskop“ bezeichnet. 
Mit Hilfe einer Optik, die in zwei senkrecht zueinander stehenden Richtungen verschieden große Abbildungsmaßstäbe erzeugt, wird ein verzerrtes Bild erzeugt, das als anamorph bezeichnet wird.

Die Aufzeichnung eines anamorphen Bildes:
1) aufzunehmendes Objekt;
2) negative Zylinderlinse;
3) positive Zylinderlinse;
4) sphärisches Objektiv;
5) Aufzeichnungsfilm
2) und 3) stellen ein afokales System dar, ihre Brennlinien liegen aufeinander. Sie stellen ein galileiisches Fernrohr für eine der Achsen dar.

Ein Anamorphot besteht aus mindestens drei Zylinderlinsen, aus zwei Zylinderspiegeln oder aus einem Prismensystem. Dadurch wird das optisch erzeugte Bild in einer Richtung gegenüber der anderen auseinandergezogen oder zusammengestaucht. In der Regel reicht jedoch ein einziges derartiges optisches Einzelelement nicht aus, da die scharfen Bildebenen sowohl für die horizontale als auch die vertikale Ebene beide in der Filmebene liegen müssen.
Anamorphoten werden für Kinofilme im anamorphotischen Verfahren (CinemaScope, Panavision, Superscope u. ä.) verwendet. Dabei dient ein Anamorphot in der Kamera dazu, das Bild auf das vorhandene, fest vorgegebene Roh-Filmformat zu komprimieren, und einer vor dem Projektor zur Entzerrung auf der Leinwand. In der Vergangenheit wurden Anamorphoten auch als Vorsatz-Objektive für bestehende Filmkameras angeboten. Pionier auf diesem Gebiet war die Firma Kish Optics aus den USA. Für Kinoprojektoren und Video-Beamer ist sie es weiterhin. Der Filmkamerahersteller ARRI hat zudem das System mit dem sogenannten MScope-Verfahren für die digitale Aufzeichnung weiter perfektioniert. Dabei wird mit anamorphotischen Objektiven auf einen 4:3-Chip aufgezeichnet und in der Postproduktion wieder entzerrt.
Daneben kommen Anamorphoten zum Einsatz, um das elliptische Strahlprofil von Lasern oder Laserdioden zu symmetrieren. 
Bei den technischen Daten von Anamorphoten wird das Stauchungsverhältnis angegeben, d. h., in welchem Maße das Bild komprimiert bzw. auseinandergezogen wird. Gängige Verhältnisse sind dabei Faktor 2 (für CinemaScope-Kinofilme – daraus resultiert ein Seitenverhältnis von 2,35:1 oder genauer 2,40:1), Faktor 1,5 (Kino-Seitenverhältnis 1,85:1) und Faktor 1,33 (macht aus einem 4:3-Bild ein 16:9-Bild – angewandt für HD-Digital / Videoaufnahmen). 
Typische Anbieter anamorphotischer Kameralinsen sind etwa Optika Elite aus Russland oder die deutsche Firma Vantage (16:9 sowie 2,40:1) sowie Kowa aus Japan. Von der ebenfalls deutschen Firma ISCO wird wieder eine anamorphotische Vorsatzlinse entwickelt, mit der es möglich sein wird, herkömmliche Filmkameraobjektive als Cinemascopeobjektive zu verwenden. ISCO und Schneider Kreuznach bieten ebenfalls Anamorphoten für die Kinoprojektion an.